# بتروناس (جنرال)
بتروناس ( - 11 نوفمبر 865) (بالإنجليزية: Petronas) جنرال أرستقراطي بيزنطي مرموق في منتصف القرن التاسع.
وهو شقيق الإمبراطورة ثيادورا.